# Rezolucje Rady Bezpieczeństwa ONZ z roku 2005
Stałe miejsca w Radzie Bezpieczeństwa ONZ posiadają:
- ChRL
- Francja
- Rosja
- Stany Zjednoczone
- Wielka Brytania

W roku 2005 członkami niestałymi Rady były:
- Algieria
- Argentyna
- Benin
- Brazylia
- Dania
- Filipiny
- Grecja
- Japonia
- Rumunia
- Tanzania

## Rezolucje
- 1581 (w sprawie Międzynarodowego Trybunału Karnego dla byłej Jugosławii)
- 1582 (w sprawie sytuacji w Gruzji)
- 1583 (w sprawie sytuacji na Bliskim Wschodzie)
- 1584 (w sprawie sytuacji na Wybrzeżu Kości Słoniowej)
- 1585 (w sprawie sytuacji w Sudanie)
- 1586 (w sprawie sytuacji między Etiopią i Erytreą)
- 1587 (w sprawie sytuacji w Somalii)
- 1588 (w sprawie sytuacji w Sudanie)
- 1589 (w sprawie sytuacji w Afganistanie)
- 1590 (w sprawie sytuacji w Sudanie)
- 1591 (w sprawie sytuacji w Sudanie)
- 1592 (w sprawie sytuacji w Demokratycznej Republice Konga)
- 1593 (w sprawie sytuacji w Sudanie)
- 1594 (w sprawie sytuacji na Wybrzeżu Kości Słoniowej)
- 1581 (w sprawie Międzynarodowego Trybunału Karnego dla byłej Jugosławii)
- 1596 (w sprawie sytuacji w Demokratycznej Republice Konga)
- 1598 (w sprawie sytuacji na Saharze Zachodniej)
- 1599 (w sprawie sytuacji w Timorze Wschodnim)
- 1600 (w sprawie sytuacji na Wybrzeżu Kości Słoniowej)
- 1601 (w sprawie sytuacji na Haiti)
- 1602 (w sprawie sytuacji w Burundi)
- 1603 (w sprawie sytuacji na Wybrzeżu Kości Słoniowej)
- 1604 (w sprawie sytuacji na Cyprze)
- 1605 (w sprawie sytuacji na Bliskim Wschodzie)
- 1606 (w sprawie sytuacji w Burundi)
- 1607 (w sprawie sytuacji w Liberii)
- 1608 (w sprawie sytuacji na Haiti)
- 1609 (w sprawie sytuacji na Wybrzeżu Kości Słoniowej)
- 1610 (w sprawie sytuacji w Sierra Leone)
- 1611 (w sprawie zagrożeń dla światowego pokoju i bezpieczeństwa ze strony aktów terrorystycznych)
- 1612 (w sprawie sytuacji dzieci podczas konfliktów zbrojnych)
- 1613 (w sprawie Międzynarodowego Trybunału Karnego dla byłej Jugosławii)
- 1614 (w sprawie sytuacji na Bliskim Wschodzie)
- 1615 (w sprawie sytuacji w Gruzji)
- 1616 (w sprawie sytuacji w Demokratycznej Republice Konga)
- 1617 (w sprawie zagrożeń dla światowego pokoju i bezpieczeństwa ze strony aktów terrorystycznych)
- 1618 (w sprawie zagrożeń dla światowego pokoju i bezpieczeństwa ze strony aktów terrorystycznych)
- 1619 (w sprawie sytuacji w Iraku)
- 1620 (w sprawie sytuacji w Sierra Leone)
- 1621 (w sprawie sytuacji w Demokratycznej Republice Konga)
- 1622 (w sprawie sytuacji pomiędzy Etiopią) i Erytreą)
- 1623 (w sprawie sytuacji w Afganistanie)
- 1624 (w sprawie zagrożeń dla międzynarodowego pokoju i bezpieczeństwa)
- 1625 (w sprawie zagrożeń dla międzynarodowego pokoju i bezpieczeństwa)
- 1626 (w sprawie sytuacji w Liberii)
- 1627 (w sprawie sytuacji w Sudanie)
- 1628 (w sprawie sytuacji w Demokratycznej Republice Konga)
- 1629 (w sprawie Międzynarodowego Trybunału Karnego dla byłej Jugosławii)
- 1630 (w sprawie sytuacji w Somalii)
- 1631 (w sprawie współpracy między ONZ a organizacjami regionalnymi w zakresie utrzymywania międzynarodowego pokoju i bezpieczeństwa)
- 1632 (w sprawie sytuacji na Wybrzeżu Kości Słoniowej)
- 1633 (w sprawie sytuacji na Wybrzeżu Kości Słoniowej)
- 1634 (w sprawie sytuacji na Saharze Zachodniej)
- 1635 (w sprawie sytuacji w Demokratycznej Republice Konga)
- 1636 (w sprawie sytuacji na Bliskim Wschodzie)
- 1637 (w sprawie sytuacji w Iraku)
- 1638 (w sprawie sytuacji w Liberii)
- 1639 (w sprawie sytuacji w Bośni i Hercegowinie)
- 1640 (w sprawie sytuacji pomiędzy Etiopią) i Erytreą)
- 1641 (w sprawie sytuacji w Burundi)
- 1642 (w sprawie sytuacji na Cyprze)
- 1643 (w sprawie sytuacji na Wybrzeżu Kości Słoniowej)
- 1644 (w sprawie sytuacji na Bliskim Wschodzie)
- 1645 (w sprawie budowania pokoju po zakończeniu konfliktów)
- 1646 (w sprawie budowania pokoju po zakończeniu konfliktów)
- 1647 (w sprawie sytuacji w Liberii)
- 1648 (w sprawie sytuacji na Bliskim Wschodzie)
- 1649 (w sprawie sytuacji w Demokratycznej Republice Konga)
- 1650 (w sprawie sytuacji w Burundi)
- 1651 (w sprawie sytuacji w Sudanie)